# Chapelle de Santa Àgata
La chapelle de Santa Àgata (en catalan : Capella de Santa Àgata, en espagnol : Capilla de Santa Ágata) est une chapelle située à Barcelone, en Espagne. Elle a été déclarée Bien d'intérêt culturel en 1866.

## Histoire
La chapelle de Santa Ágata a été construite en 1302. L'un des ajouts ultérieurs à cette chapelle est un retable exceptionnel de Jaume Huguet au XVe siècle. Cette chapelle comprend l'ensemble des bâtiments du Palais Reial Major. La construction de la chapelle a été ordonnée par Jacques II et la reine Blanche d'Anjou.

## Art
Le sculpteur Joan Claperós, sous le mandat de Pierre, connétable du Portugal (1463-1466), a conçu soixante carreaux de sol en terre cuite peints de représentations d'anges et des armes d'Aragon et de Sicile. Parallèlement à cela, le roi commanda le magnifique retable de l'Épiphanie de la chapelle à l'artiste Jaume Huguet.

## Source de traduction
- (en) Cet article est partiellement ou en totalité issu de l’article de Wikipédia en anglais intitulé « Chapel of Santa Àgata » (voir la liste des auteurs).